# Ashland (Maine)
Ashland (auch Ashland Township) ist eine Town im Aroostook County des Bundesstaates Maine in den Vereinigten Staaten. Im Jahr 2020 lebten dort 1202 Einwohner in 706 Haushalten auf einer Fläche von 211,7 km².

## Geographie
Nach dem United States Census Bureau hat Ashland eine Gesamtfläche von 211,19 km², von der 208,26 km² Land sind und 2,93 km² aus Gewässern bestehen.

### Geographische Lage
Ashland liegt zentral im Aroostook County. Der Aroostook River durchfließt das Gebiet von Ashland in nordöstlicher Richtung. Südlich grenzt der Scopan Lake an die Town. Einige kleine Flüsse durchziehen das Gebiet, zudem gibt es kleinere Seen. Die Oberfläche ist eher Eben, die höchste Erhebung ist der 291 m hohe York Ridge.

### Nachbargemeinden
Alle Entfernungen sind als Luftlinien zwischen den offiziellen Koordinaten der Orte aus der Volkszählung 2010 angegeben.
- Norden: Unorganized Territory von Square Lake, 18,3 km
- Nordosten: Castle Hill, 18,1 km
- Südosten: Unorganized Territory von Central Aroostook, 22,4 km
- Süden: Masardis, 5,6 km
- Südwesten: Garfield Plantation, 13,5 km
- Nordwesten: Nashville Plantation, 12,1 km

### Stadtgliederung
Im Norden der Town Ashland befinden sich die Ansiedlungen Frenchville und Sheridan. Zentral im Westen gelegen ist Ashland und im Süden Squapan. Weiter Aroostook (ehemaliger Name des Postamtes von Ashland), Nowland. Trafton und Wrightville, alle drei ehemalige Eisenbahnstationen.

### Klima
Die mittlere Durchschnittstemperatur in Ashland liegt zwischen −11,7 °C (11° Fahrenheit) im Januar und 18,3 °C (65° Fahrenheit) im Juli. Damit ist der Ort gegenüber dem langjährigen Mittel der USA um etwa 10 Grad kühler. Die Schneefälle zwischen Oktober und Mai liegen mit über fünfeinhalb Metern knapp doppelt so hoch wie die mittlere Schneehöhe in den USA, die tägliche Sonnenscheindauer liegt am unteren Rand des Wertespektrums der USA.

## Geschichte
Der erste Siedler in dieser Gegend war William Dalton. Er ließ sich um 1835 am Zusammenfluss des Aroostook Rivers mit dem Great Machias nieder. Dalton folgte ein oder zwei Jahre später Benjamin Howe der sich am Aroostook River, nicht weit über ihm ansiedelte. 1840 lebten fünf Familien hier. Noah Barker organisierte die Siedlung zu diesem Zeitpunkt als Plantation. Die Fairbanks Road nach Presque Isle wurde in diesem Jahr fertiggestellt. Die Aroostook Road, erstreckt sich von der Militärstraße 7 Meilen entfernt vom Mattawamkeag Point in den Norden der Township. Sie wurde ein Jahr früher angelegt und war ab 1843 benutzbar. Zuvor wurde im Jahr 1839 die Fish River Road vermessen und eröffnet. Sie verläuft nordwärts bis zur Mündung des Fish Rivers.
Die Oberfläche ist eben und wurde von den Siedlern etwa zu gleichen Teilen landwirtschaftlich und durch die Holzindustrie genutzt. Auf der Ostseite des Flusses befindet sich ein Village, in der Nähe der Mündung des Great Machias.
Im Jahr 1862 wurde die Town mit dem Namen Ashland gegründet. Der Name wurde zu Ehren des Politikers Henry Clay gegeben, dessen Heimatstadt Ashland (Kentucky) war. Am 18. Februar 1862 wurde die Siedlung zur Stadt ernannt. Eine Umbenennung auf den Namen Dalton erfolgte im Jahr 1869, doch bereits im Jahr 1876 wurde die Town wieder  in Ashland zurück benannt. Die Holzindustrie erreichte ihren Höhepunkt im Jahr 1915. In Erinnerung wurde im Jahr 1964 das Ashland Logging Museum eröffnet. Am 12. September 2002 ereignete sich in Ashland der bis dahin schwerste Autounfall Maines. Ein Van, besetzt mit 15 hispanischen Arbeitern stürzte von einer Brücke über den Allagash River. 14 Menschen starben bei diesem Unfall.

### Einwohnerentwicklung
| Volkszählungsergebnisse – Town of Ashland, Maine | Volkszählungsergebnisse – Town of Ashland, Maine | Volkszählungsergebnisse – Town of Ashland, Maine | Volkszählungsergebnisse – Town of Ashland, Maine | Volkszählungsergebnisse – Town of Ashland, Maine | Volkszählungsergebnisse – Town of Ashland, Maine | Volkszählungsergebnisse – Town of Ashland, Maine | Volkszählungsergebnisse – Town of Ashland, Maine | Volkszählungsergebnisse – Town of Ashland, Maine | Volkszählungsergebnisse – Town of Ashland, Maine | Volkszählungsergebnisse – Town of Ashland, Maine |
| Jahr                                             | 1800                                             | 1810                                             | 1820                                             | 1830                                             | 1840                                             | 1850                                             | 1860                                             | 1870                                             | 1880                                             | 1890                                             |
| ------------------------------------------------ | ------------------------------------------------ | ------------------------------------------------ | ------------------------------------------------ | ------------------------------------------------ | ------------------------------------------------ | ------------------------------------------------ | ------------------------------------------------ | ------------------------------------------------ | ------------------------------------------------ | ------------------------------------------------ |
| Einwohner                                        |                                                  |                                                  |                                                  |                                                  |                                                  |                                                  | 606                                              | 445                                              | 505                                              | 568                                              |
| Jahr                                             | 1900                                             | 1910                                             | 1920                                             | 1930                                             | 1940                                             | 1950                                             | 1960                                             | 1970                                             | 1980                                             | 1990                                             |
| Einwohner                                        | 1080                                             | 2173                                             | 2391                                             | 2198                                             | 2457                                             | 2370                                             | 1980                                             | 1761                                             | 1865                                             | 1542                                             |
| Jahr                                             | 2000                                             | 2010                                             | 2020                                             | 2030                                             | 2040                                             | 2050                                             | 2060                                             | 2070                                             | 2080                                             | 2090                                             |
| Einwohner                                        | 1474                                             | 1302                                             | 1202                                             |                                                  |                                                  |                                                  |                                                  |                                                  |                                                  |                                                  |

## Kultur und Sehenswürdigkeiten

### Museen
In Ashland befindet sich ein Holzfällermuseum, das Ashland Logging Museum.

## Wirtschaft und Infrastruktur
Im Westen der Stadt befindet sich ein Biomassekraftwerk des Boralex-Konzerns, das ebenso wie eine Papierfabrik den im Raum Ashland reichlich vorhandenen Rohstoff Holz verwendet.

### Verkehr
Durch die Stadt führt die Maine State Route 11, die nach Norden in Richtung Portage und nach Süden in Richtung Patten verläuft. Ashland ist außerdem Anfangspunkt der Maine State Route 163 und der Maine State Route 227, die beide nach Presque Isle führen. Die Route 163 verläuft dabei über Mapleton, die Route 227 über Castle Hill.
Durch die Stadt führt die Bahnstrecke Oakfield–Fort Kent, die jedoch zum Verkauf oder zur Stilllegung ansteht und nur noch unregelmäßig durch die Montreal, Maine and Atlantic Railway im Güterverkehr benutzt wird. Der ehemalige Personenbahnhof der Stadt befand sich westlich des Zentrums an der Station Street und wurde von 1896 bis 1954 bedient. In der Siedlung Sheridan befand sich ein Haltepunkt an der Bahnstrecke.
Der nächstgelegene Flughafen mit Linienflugangebot befindet sich in Presque Isle.

### Öffentliche Einrichtungen
Ashland besitzt eine eigene Bücherei, die Ashland Community Library.
Das Katahdin Valley Health Center unterhält eine Einrichtung in Ashland.

### Bildung
Die Ashland District School befindet sich in Ashland und ist Teil des Maine School Administrative District #32. Zum District gehören neben Ashland Garfield Plantation, Masardis, Oxbow, Portage Lake und Sheridan.
Die Ashland District School bietet für etwa 320 Schulkinder Klassen von Pre-Kindergarten bis zur zwölften Klasse. Die Schule ist bei der New England Association of Schools and Colleges akkreditiert.